# 德威特 (阿肯色州)
德威特（英語：DeWitt）是一個位於美國阿肯色州阿肯色縣的城市。根據2020年美國人口普查，該地人口為3056人，而該地的面積約為7.75平方千米。同時該地也是阿肯色縣的縣治。德威特得名自第六任紐約州州長迪威特·柯林頓。1856年，德威特的郵局開始營運。1875年，德威特成為建制的城市。

## 地理
德威特的座標為34°17′29″N 91°20′13″W / 34.29139°N 91.33694°W，而該地的平均海拔高度為58米（即190英尺）。